# Теєр (Канзас)
Теєр (англ. Thayer) — місто (англ. city) в США, в окрузі Ніошо штату Канзас. Населення — 432 особи (2020).

## Географія
Теєр розташований за координатами 37°28′56″ пн. ш. 95°29′40″ зх. д. / 37.48222° пн. ш. 95.49444° зх. д. (37.482265, -95.494354).  За даними Бюро перепису населення США в 2010 році місто мало площу 2,07 км², з яких 1,95 км² — суходіл та 0,12 км² — водойми.

## Демографія
Згідно з переписом 2010 року, у місті мешкало 497 осіб у 197 домогосподарствах у складі 136 родин. Густота населення становила 240 осіб/км².  Було 221 помешкання (107/км²).
Расовий склад населення:
| - 95,6 % — білих - 0,8 % — корінних американців - 0,2 % — азіатів |

До двох чи більше рас належало 3,4 %. Частка іспаномовних становила 1,8 % від усіх жителів.
За віковим діапазоном населення розподілялося таким чином: 25,8 % — особи молодші 18 років, 59,7 % — особи у віці 18—64 років, 14,5 % — особи у віці 65 років та старші. Медіана віку мешканця становила 37,1 року. На 100 осіб жіночої статі у місті припадало 116,1 чоловіків;  на 100 жінок у віці від 18 років та старших — 106,1 чоловіків також старших 18 років.
Середній дохід на одне домашнє господарство  становив 44 801 долар США (медіана — 40 000), а середній дохід на одну сім'ю — 52 196 доларів (медіана — 42 422). За межею бідності перебувало 19,9 % осіб, у тому числі 33,5 % дітей у віці до 18 років та 10,5 % осіб у віці 65 років та старших.
Цивільне працевлаштоване населення становило 262 особи. Основні галузі зайнятості: освіта, охорона здоров'я та соціальна допомога — 29,4 %, виробництво — 24,4 %, транспорт — 13,4 %, роздрібна торгівля — 8,8 %.